# Bitka pri Chelsea Creeku
Bitka pri Chelsea Creeku je bila drugi vojaški spopad v bostonski kampanji ameriške revolucionarne vojne. Znana je tudi kot Bitka pri Noddle's Island, Bitka pri Hog Island in Bitka pri estuariju Chelsea. Ta bitka se je odvijala 27. in 28. maja 1775 na Chelsea Creeku ter na slanih močvirjih, blatnih ravnicah in otokih bostonskega pristanišča, severovzhodno od bostonskega polotoka. Večina teh območij je bila od takrat združena s celino z melioracijo in so zdaj del East Boston, Massachusetts, Chelsea, Massachusetts, Winthrop, Massachusetts in Revere, Massachusetts.
Ameriški kolonisti so dosegli svoj cilj okrepitve obleganja Bostona tako, da so živino in seno na teh otokih odstranili iz dosega britanskih rednih vojakov. Britanska oborožena škuna Diana je bila prav tako uničena, njeno orožje pa si je prisvojila kolonialna stran. To je bilo prvo pomorsko zavzetje v vojni in je znatno dvignilo moralo kolonialnih sil.